# Домініка на літніх Олімпійських іграх 2008
Домініка на літніх Олімпійських іграх 2008 року в Пекіні була представлена двома спортсменами (чоловіками) в одному виді спорту: легкій атлетиці. Прапороносцем на церемонії відкриття Олімпійських ігор був бігун Джером Ромейн.
Країна вчетверте взяла участь у літніх Олімпійських іграх. Жодної медалі олімпійці Домініки не завоювали.

## Спортсмени
| Дисципліна     | Чоловіки | Жінки | Разом |
| -------------- | -------- | ----- | ----- |
| Легка атлетика | 2        | 0     | 2     |
| Разом          | 2        | 0     | 2     |

## Легка атлетика
Трекові та шосейні дисципліни
| Спортсмен      | Дисципліна      | Гіт       | Гіт   | Півфінал   | Півфінал   | Фінал      | Фінал      |
| Спортсмен      | Дисципліна      | Результат | Місце | Результат  | Місце      | Результат  | Місце      |
| -------------- | --------------- | --------- | ----- | ---------- | ---------- | ---------- | ---------- |
| Кріс Ллойд     | 200 м, чоловіки | 20.90     | 32    | не пройшов | не пройшов | не пройшов | не пройшов |
| Ерісон Гертолт | 400 м, чоловіки | 46.10     | 34    | не пройшов | не пройшов | не пройшов | не пройшов |